# キッチュのバーチャル・プレイ・ゾーン
キッチュのバーチャル・プレイ・ゾーンは、TOKYO FM制作で、JFN各局で放送されていたラジオ番組。SF調のラジオドラマを中心に制作されていた。

## 概要
放送時間は毎週土曜日深夜（日曜日未明）0:00 - 0:55。「26世紀のFM番組を想定した未来疑似体験型プログラム」、「夢あふれるファンタジーワールド」、「FM版バーチャル・ゲーム」というコンセプトのもとで制作された。
タイムマシンに乗って26世紀から20世紀にタイムスリップして来た、松尾演じる科学者のDr.キッチュが、その20世紀で出会った少年と二人で26世紀の番組『KACO（カコ）』を聴いてトークをし、またキッチュが20世紀の世界でラジオDJを務めるという設定でスタートしたのがこの番組である。
26世紀のFM番組『KACO』では、1950年代から、本番組が放送されていた当時の1990年代までのポップス、洋楽などの音楽を26世紀という観点からクラシック音楽として紹介、「26世紀のニュース」では、毎月一つのテーマに沿い、26世紀の社会、流行、風俗、人々の生活が紹介され、「20世紀の遺品が発見された」などといった26世紀のニュースの時は、26世紀の人の観点からの見解によるコメントなども紹介された。番組中に流れる効果音は未来感覚を表現するため、コンピューターによって製作されたものが使われた。
松下電器産業（現：パナソニック）の一社提供で、TOKYO FMのタイムテーブルには『キッチュのPanasonicバーチャル・プレイ・ゾーン』と表記されたこともあった。

## 出演
- 松尾貴史（Dr.キッチュ 役、20世紀の少年 役）
- KACOのDJ役はボイスチェンジャーによる声。

## スタッフ
スタッフ陣は「フューチャー・プロジェクト」という名前のグループを組み、番組制作に当たっていた。
- 未来考証：豊田有恒（SF作家）
- 構成：黒瀬守泰
- 星敬（SF研究家）、金子隆一（サイエンスライター）

## ネット局
放送時間は各局とも全て、毎週土曜日深夜（日曜日未明）0:00 - 0:55。
- AIR-G
- FM山形
- FM仙台
- FM静岡
- FM愛知
- FM大阪
- 広島FM
- FM愛媛
- FM福岡
- FM長崎
- FM沖縄